# Модан Абердинский
Модан — святой епископ Абердинский. День памяти — 14 ноября.
Св. Моданик (Modanic), или Модан (Modan) был епископом в Абердине. Память об этом шотландском епископе сохранилась в Абердине и в Филорте (Philorth, Fraserburgh), но о нём нет никаких достоверных сведений. Его честная глава в серебряной раке ранее выносилась на шествия с молениями о ниспослании дождя или наоборот о прекращении непогоды. Его имя связывают, главным образом, с основанием Тимхуда (Timhood).